# Joncherey
Joncherey è un comune francese di 1 380 abitanti situato nel dipartimento del Territorio di Belfort nella regione della Borgogna-Franca Contea.

## Storia
Il villaggio, la mattina del 2 agosto 1914, è stato teatro dello scontro armato che causò i primi due morti del fronte occidentale della Prima guerra mondiale.

## Società

### Evoluzione demografica
Abitanti censiti